# Pastor tocando la dulzaina
Berger jouant de la dulzaina
Pastor tocando la dulzaina (« Berger jouant de la dulzaina » ou « Berger jouant du chalumeau ») est une peinture réalisée par Francisco de Goya en 1786-1787 et faisant partie de la cinquième série des cartons pour tapisserie destinée à la salle à manger du Prince des Asturies au Palais du Pardo.
Cette peinture était à côté du Chasseur à une source pour entourer Les Fleuristes.

## Contexte de l'œuvre
Tous les tableaux de la cinquième série sont destinés à la salle à manger du Prince des Asturies, c'est-à-dire de celui qui allait devenir Charles IV et de son épouse Marie Louise de Parme, au palais du Pardo. Le tableau a été peint entre 1786 et 1787.
Il fut considéré perdu jusqu'en 1869, lorsque la toile fut découverte dans le sous-sol du Palais royal de Madrid par Gregorio Cruzada Villaamil, et fut remise au musée du Prado en 1870 par les ordonnances du 19 janvier et du 9 février 1870, où elle est exposée dans la salle 94. La toile est citée pour la première fois dans le catalogue du musée du Prado en 1876.
La série était composée de Las Floreras, La Era, La Vendimia, La Nevada, El Albañil herido, Los Pobres en la fuente, El Niño del carnero, Niños con perros de presa, Cazador junto a una fuente, Pastor tocando la dulzaina, Riña de gatos, Pájaros volando et La Marica en un árbol.

## Analyse
Scène de campagne, représentant un berger-musicien jouant de la dulzaina couché sur un monticule. Conçu en perspective ascendante, il est imprégné du goût italien de l'époque, notamment des coutumes de Venise et de Bologne, villes que Goya avait visitées en 1771 et où il a travaillé à son Cahier italien.
Il est possible qu'il ait été situé près de la tapisserie des Vendanges, dédiée à l'automne. En tant que volet, comme El quitasol ou El bebedor, il utilise le schéma triangulaire typique du néo-classicisme. Le paysage peu profond et la rareté des feuilles de l'arbre produisent une sensation automnale en accord avec la place qui lui est réservée dans le palais.